# Czar Amonsot
Czar Amonsot, all'anagrafe Augusto Caesar Amonsot, (Tagbilaran, 30 agosto 1985), è un pugile filippino.
Ha iniziato la sua carriera da professionista nel 2004.